# Bednarzówka, Tỉnh Warmian-Masurian
Bednarzówka [bɛdnaˈʐufka] (Đức Böttchershof) là một ngôi làng ở quận hành chính của Gmina Zalewo, trong Ilawa County, WARMIŃSKO-MAZURSKIE, ở miền bắc Ba Lan. Nó nằm khoảng 6 kilômét (4 mi) phía tây nam Zalewo, 26 km (16 mi) phía bắc Iława và 64 km (40 mi) về phía tây của thủ đô khu vực Olsztyn.
Làng có dân số 20 người.